# Giulia Da Re
Giulia Da Re (16 aprile 1991) è una calciatrice italiana, centrocampista svincolata.

## Palmarès
- Campionato italiano di Serie B: 1

Vittorio Veneto: 2014-2015